# Pietro Accardi
Pietro Accardi (Palermo, 12 settembre 1982) è un dirigente sportivo ed ex calciatore italiano, di ruolo difensore.

## Biografia
Palermitano, la sua famiglia gestisce una pasticceria al Villaggio Santa Rosalia. Suo zio Vincenzo ha giocato nel settore giovanile del Palermo e suo cugino, Andrea Accardi, è stato un giocatore della stessa squadra.

## Caratteristiche tecniche
Nato come terzino sinistro, si consacra alla Sampdoria come centrale difensivo nella difesa a quattro; la sua abilità migliore è l'anticipo, ma è anche abile marcatore e bravo in chiusura.

## Carriera

### Giocatore

#### Gli inizi
Da ragazzo giocava nella squadra del Villaggio Santa Rosalia, un quartiere di Palermo. Nel 1996, dopo quattro anni di permanenza nelle giovanili del Palermo (fino agli Allievi), passa al Marsala.
Con gli azzurri si rende protagonista di una buona stagione tra i professionisti: nell'annata 1999-2000, pur essendo molto giovane, racimola 14 presenze ed una rete in Serie C1 e viene selezionato da Roberto Boninsegna per la Nazionale giovanile di categoria.

#### Palermo
L'anno successivo, fallito il Marsala, ritorna a Palermo a parametro zero, dove gioca 2 partite della Coppa Italia di Serie C. A fine stagione la squadra ottiene la promozione in Serie B.
Disputa da titolare le ultime due stagioni prima della promozione in Serie A, ottenuta nell'annata 2003-2004.
In massima serie non viene quasi mai schierato dall'allenatore Francesco Guidolin, che gli preferisce sempre l'ex perugino Fabio Grosso. Nella stagione 2004-2005 gioca una sola partita, quella contro la Reggina (1-0 per i granata), che costituisce il suo esordio in massima serie, campionato chiuso al 6º con la prima qualificazione in Coppa UEFA del Palermo.
Nella stagione 2005-2006 ha un infortunio le cui conseguenze si ripercuotono fino alla fine del campionato, ma riesce a fare il suo esordio in Coppa UEFA il 24 novembre 2005 in occasione di Espanyol-Palermo (1-1). In campionato gioca invece 6 partite, più le tre di Coppa Italia e le 3 della coppa europea.

#### Sampdoria
Nel luglio 2006 è stato acquistato dalla Sampdoria, nell'ambito dell'operazione che ha portato Aimo Diana a Palermo in cambio di Christian Terlizzi, Massimo Bonanni e dello stesso Accardi.
Il suo esordio in maglia blucerchiata è datato 25 ottobre 2006 in occasione di Sampdoria-Lazio (2-0). Dopo un inizio titubante, Accardi ha guadagnato il posto da titolare, sostituendo prima Pieri sulla fascia, poi Sala al centro della difesa.
Il 16 agosto 2007, nel secondo turno preliminare di Coppa UEFA tra Hajduk Spalato e Sampdoria, si infortuna gravemente poco prima della fine del primo tempo, restando fuori dai campi da gioco per quattro mesi.
Nel 2008 torna titolare nella Samp, dopo una partita proprio contro il Palermo vinta dai blucerchiati per 3-0.
Il 16 marzo 2008 segna il suo primo gol in maglia blucerchiata e in Serie A nel successo per 3-1 contro il Catania.

#### Il prestito al Brescia, il ritorno a Genova e ancora Brescia
Il 31 gennaio 2011 Sampdoria e Brescia effettuano uno scambio di prestiti: Accardi passa alla squadra lombarda, mentre Gilberto Martínez arriva in Liguria. Esordisce con la nuova maglia il 6 febbraio seguente, subentrando a partita in corso in Brescia-Bari (2-0) valida per la 24ª giornata di campionato. A fine stagione colleziona 8 presenze con le rondinelle, segnando anche una rete in Brescia-Fiorentina (2-2) dell'ultima giornata di campionato. Finito il prestito, con le rondinelle retrocesse in Serie B, ritorna alla Sampdoria, anch'essa scesa di categoria. Il 17 settembre seguente, in Sampdoria-Grosseto (0-0), raggiunge le 100 presenze in campionato con i blucerchiati.
Il 30 gennaio 2012 torna, a titolo definitivo, al Brescia, giocando solo la 41ª giornata di Serie B Brescia-Livorno (1-3) del 20 maggio 2012.

#### Empoli
Svincolatosi dal Brescia, il 21 settembre 2012 si accorda con l'Empoli in cui gioca due stagioni ottenendo la promozione in Serie A nell'annata 2013-2014.

### Dirigente

#### Empoli
Ritiratosi nel 2014, l'11 giugno 2014 diventa il team manager dell'Empoli appena promosso in Serie A. Dal 2016 al 2024 è stato il direttore sportivo della squadra toscana.
Nel corso dei suoi otto anni da DS ha ottenuto due promozioni (2017-2018 e 2020-2021) e due retrocessioni (2016-2017 e 2018-2019), oltre a essersi distinto per avere acquistato calciatori come Giovanni Di Lorenzo, Fabiano Parisi, Ismaël Bennacer e Guglielmo Vicario.

#### Sampdoria
Il 17 giugno 2024 viene nominato direttore tecnico dalla Sampdoria, in Serie B, altro club in cui aveva militato da calciatore e con cui firma un contratto triennale. Il 7 aprile 2025 viene esonerato insieme al suo collaboratore Giuseppe Colucci e l'allenatore Leonardo Semplici.

## Statistiche

### Presenze e reti nei club
| Stagione         | Squadra          | Campionato       | Campionato | Campionato | Coppe nazionali | Coppe nazionali | Coppe nazionali | Coppe continentali | Coppe continentali | Coppe continentali | Altre coppe | Altre coppe | Altre coppe | Totale | Totale |
| Stagione         | Squadra          | Comp             | Pres       | Reti       | Comp            | Pres            | Reti            | Comp               | Pres               | Reti               | Comp        | Pres        | Reti        | Pres   | Reti   |
| ---------------- | ---------------- | ---------------- | ---------- | ---------- | --------------- | --------------- | --------------- | ------------------ | ------------------ | ------------------ | ----------- | ----------- | ----------- | ------ | ------ |
| 1998-1999        | Marsala          | C1               | 0          | 0          | -               | -               | -               | -                  | -                  | -                  | -           | -           | -           | 0      | 0      |
| 1999-2000        | Marsala          | C1               | 14         | 1          | -               | -               | -               | -                  | -                  | -                  | -           | -           | -           | 14     | 1      |
| Totale Marsala   | Totale Marsala   | Totale Marsala   | 14         | 1          |                 | -               | -               |                    | -                  | -                  |             | -           | -           | 14     | 1      |
| 2000-2001        | Palermo          | C1               | 0          | 0          | CI-C            | 2               | 0               | -                  | -                  | -                  | -           | -           | -           | 2      | 0      |
| 2001-2002        | Palermo          | B                | 3          | 0          | CI              | 1               | 0               | -                  | -                  | -                  | -           | -           | -           | 4      | 0      |
| 2002-2003        | Palermo          | B                | 28         | 0          | CI              | 1               | 0               | -                  | -                  | -                  | -           | -           | -           | 29     | 0      |
| 2003-2004        | Palermo          | B                | 32         | 0          | CI              | 3               | 0               | -                  | -                  | -                  | -           | -           | -           | 35     | 0      |
| 2004-2005        | Palermo          | A                | 1          | 0          | CI              | 2               | 0               | -                  | -                  | -                  | -           | -           | -           | 3      | 0      |
| 2005-2006        | Palermo          | A                | 6          | 0          | CI              | 3               | 0               | CU                 | 3                  | 0                  | -           | -           | -           | 12     | 0      |
| Totale Palermo   | Totale Palermo   | Totale Palermo   | 70         | 0          |                 | 12              | 0               |                    | 3                  | 0                  |             | -           | -           | 85     | 0      |
| 2006-2007        | Sampdoria        | A                | 27         | 0          | CI              | 5               | 0               | -                  | -                  | -                  | -           | -           | -           | 32     | 0      |
| 2007-2008        | Sampdoria        | A                | 22         | 1          | CI              | 1               | 0               | Int+CU             | 2+1                | 0                  | -           | -           | -           | 26     | 1      |
| 2008-2009        | Sampdoria        | A                | 24         | 0          | CI              | 4               | 0               | CU                 | 2                  | 0                  | -           | -           | -           | 30     | 0      |
| 2009-2010        | Sampdoria        | A                | 14         | 0          | CI              | 1               | 0               | -                  | -                  | -                  | -           | -           | -           | 15     | 0      |
| 2010-gen. 2011   | Sampdoria        | A                | 9          | 0          | CI              | 1               | 0               | UEL                | 1                  | 0                  | -           | -           | -           | 11     | 0      |
| gen.-giu. 2011   | Brescia          | A                | 8          | 1          | CI              | 0               | 0               | -                  | -                  | -                  | -           | -           | -           | 8      | 1      |
| 2011-gen. 2012   | Sampdoria        | B                | 12         | 0          | CI              | 2               | 1               | -                  | -                  | -                  | -           | -           | -           | 14     | 1      |
| Totale Sampdoria | Totale Sampdoria | Totale Sampdoria | 108        | 1          |                 | 14              | 1               |                    | 6                  | 0                  |             | -           | -           | 128    | 2      |
| gen.-giu. 2012   | Brescia          | B                | 1          | 0          | CI              | 0               | 0               | -                  | -                  | -                  | -           | -           | -           | 1      | 0      |
| 2012-2013        | Empoli           | B                | 14+1       | 0          | CI              | 0               | 0               | -                  | -                  | -                  | -           | -           | -           | 15     | 0      |
| 2013-2014        | Empoli           | B                | 1          | 0          | CI              | 0               | 0               | -                  | -                  | -                  | -           | -           | -           | 1      | 0      |
| Totale Empoli    | Totale Empoli    | Totale Empoli    | 15+1       | 0          |                 | 0               | 0               |                    | -                  | -                  |             | -           | -           | 16     | 0      |
| Totale carriera  | Totale carriera  | Totale carriera  | 217        | 3          |                 | 26              | 1               |                    | 9                  | 0                  |             | -           | -           | 252    | 4      |

## Palmarès
- Campionato italiano Serie C: 1

Palermo: 2000-2001
- Campionato italiano di Serie B: 1

Palermo: 2003-2004